# Othaya
Othaya – miasto w Kenii, w hrabstwie Nyeri. 
Według danych ze spisu powszechnego w 2019 roku liczyło 6650 mieszkańców – 2975 mężczyzn i 3675 kobiet.